# 袁純清
袁 純清（えん じゅんせい、1952年3月 - ）は、中華人民共和国の政治家。湖南大学管理学博士。
2014年8月に省内で多発している、汚職事件の責任を問われ中共山西省委書記、山西省人大常委会主任職を解任され、同月から、 党中央農村工作指導小組副組長をつとめている。

## 経歴
湖南省常徳市出身。1971年10月、中国共産党入党。湖南省漢寿県公安局、常徳地区公安局、北京大学法律系入学、北京大学共青団委副書記、同学生会主席、共青団中央学校部副部長、部長を経て
- 1992年12月、中国共産主義青年団中央書記処書記兼全国青年連合会副主席
- 1997年9月、中共中央規律検査委員会常務委員、秘書長
- 2001年3月、中共陝西省委副書記
- 2004年1月、中共陝西省委副書記、西安市委書記
- 2006年6月、中共陝西省委副書記、陝西省長代理
- 2007年2月、中共陝西省委副書記、陝西省長
- 2010年5月、中共山西省委書記[1]
- 2010年7月、中共山西省人大常委会主任
- 2011年11月、中共山西省省委書記に当選
- 2014年8月、中共山西省省委書記職を解任
- 2014年8月、党中央農村工作指導小組副組長に異動